# Slovakistika
Slovakistika je v širším smyslu nauka o Slovácích, Slovensku, slovenské kultuře a v užším smyslu jde o vědní a studijní obor zaobírající se slovenským jazykem a slovenskou literaturou.
Počátky slovakistiky sahají až do 18. století, do doby kdy byl zahájen soustředěný a systematický popis slovenského jazyka, slovenské literatury a slovenských dějin. Zpočátku šlo o komplexní vědní obor, který se postupně diferencoval na slovenskou jazykovědu, literární vědu a historii.
První úvahy o původu slovenského jazyka vyslovil Matej Bel.

## Poznámka
Osoba zabývající se slovakistikou je pak označována jak slovakista (muž) nebo slovakistka (žena).